# Knaphill
Knaphill – wieś w Anglii, w hrabstwie Surrey, w dystrykcie Woking. Leży 40 km na południowy zachód od centrum Londynu. Miejscowość liczy 8635 mieszkańców.